# Eupompha terminalis
Eupompha terminalis är en skalbaggsart som beskrevs av Nils Sten Edvard Selander 1957. Eupompha terminalis ingår i släktet Eupompha och familjen oljebaggar. Inga underarter finns listade i Catalogue of Life.